# لويد غراهام
لويد غراهام (بالإنجليزية: Lloyd Graham)‏ هو لاعب اتحاد الرغبي أسترالي، ولد في 29 مايو 1949.